# Lachesis
Pour l’article ayant un titre homophone, voir Lachésis pour la divinité.
Genre
Lachesis est un genre de serpents de la famille des Viperidae. Ces espèces, peu différentiables au premier abord, partagent plusieurs noms communs, tels que crotale muet, crotale à losange, Grands carreaux et surtout Maître de la brousse (principalement Lachesis muta). Dans l’état de Veracruz au Mexique les gens l’appellent la "quatre nez" ou 
"Nauyaca" en langue náhuatl à cause du dessin qui lui donne l'air d'avoir quatre narines.

## Étymologie
Lachésis est le nom qu'Hésiode donne à une des Moires : par là, on veut signifier que ces serpents sont si dangereux qu'il tiennent votre destin en main.

## Répartition
Les quatre espèces de ce genre se rencontrent dans les aires forestières éloignées en Amérique centrale et Amérique du Sud.

## Description
Avec une taille adulte maximale de 3,5 mètres, le genre Lachesis est le plus grand de la famille des Vipéridés. Ce sont aussi les plus grands serpents venimeux d'Amérique. 
Le corps est relativement massif. Leur morsure compte parmi les plus dangereuses mais les cas de morsures de Lachesis sur l'homme sont plutôt rares, car ces serpents ont tendance à rester cachés, isolés de la présence humaine.

## Liste des espèces
Selon The Reptile Database (16 sept. 2011) :
- Lachesis acrochorda (Garcia, 1896)
- Lachesis melanocephala Solórzano & Cerdas, 1986
- Lachesis muta (Linnaeus, 1766)
- Lachesis stenophrys Cope, 1876

## Publication originale
- Daudin, 1803 : Histoire Naturelle, Générale et Particulière des Reptiles; ouvrage faisant suit à l'Histoire naturelle générale et particulière, composée par Leclerc de Buffon; et rédigee par C.S. Sonnini, membre de plusieurs sociétés savantes, vol. 5, F. Dufart, Paris, p. 1-365 (texte intégral).